# Liberté et solidarité
Liberté et solidarité (en slovaque : Sloboda a Solidarita, abrégé SaS) est un parti politique libéral slovaque, fondé en 2009 par l'économiste Richard Sulík.

## Historique

### Fondation

Premier logo

Le 10 octobre 2008, Richard Sulík, ancien conseiller d'Ivan Mikloš et Ján Počiatek, ministres des Finances avec qui il a travaillé sur l'instauration d'un Impôt à taux unique, annonce sa volonté de créer une nouvelle formation tournée vers le libéralisme économique, remettant en cause l'engagement de l'Union démocrate et chrétienne slovaque - Parti démocrate (SDKÚ-DS) dans ce domaine. Après avoir recueilli les dix mille signatures nécessaires pour fonder un parti politique, Liberté et Solidarité commence ses activités en février 2009, dans la perspective des élections européennes de juin. Le parti affirme alors que son objectif est d'entrer au Conseil national en 2010, et au gouvernement quatre ans après.
Lors du congrès fondateur tenu le 28 mars 2009 à Bratislava, Richard Sulík est élu président de SaS, Jana Kiššová en devient secrétaire général, et le maire de Štúrovo, Ján Oravec, est désigné tête de liste pour les européennes. La formation apporte en outre son soutien à Iveta Radičová, candidate de la SDKÚ-DS à l'élection présidentielle en cours. Approchés par Declan Ganley pour se présenter sous la bannière Libertas aux élections européennes, Sulík et SaS rejettent cette proposition, car, bien que le parti se montre sceptique sur le traité de Lisbonne et dénonce une Union européenne bureaucratique, il ne partage pas les positions isolationnistes de Ganley.

### Ascension

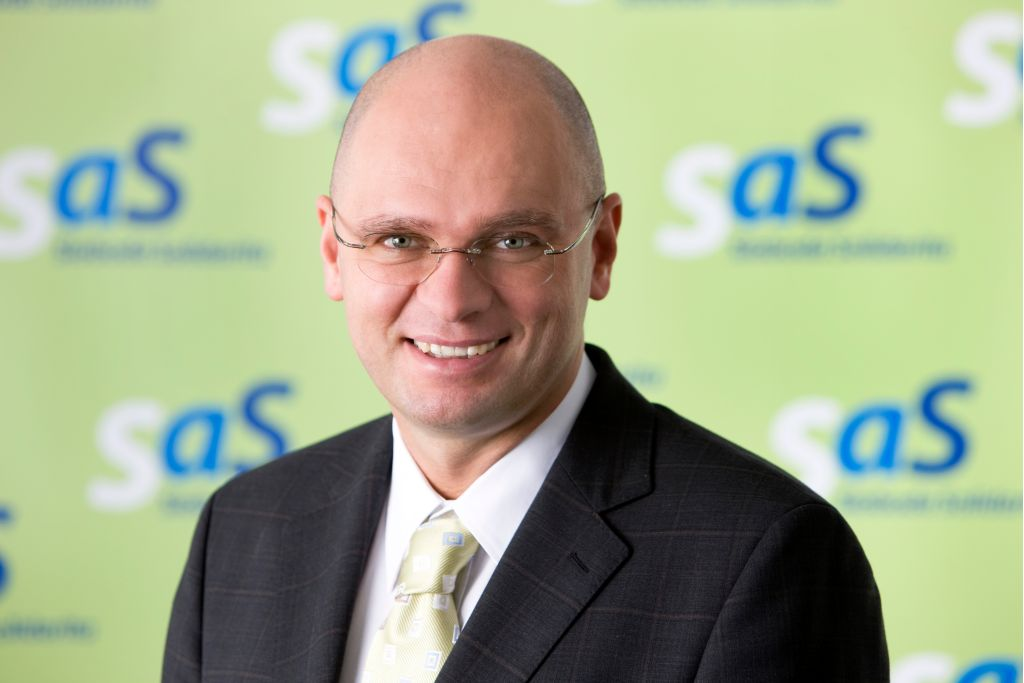
Richard Sulík, président de SaS.

Aux élections du 6 juin 2009, la liste conduite par Oravec ne parvient pas à obtenir de sièges au Parlement européen en remportant seulement 4,71 % des voix, juste en dessous de la barre de représentativité de 5 % des suffrages exprimés. Cinq mois plus tard, SaS remporte un siège de conseiller régional à Bratislava. À la fin de l'année, SaS annonce sa volonté d'organiser un référendum afin de réduire les « privilèges » dont dispose le personnel politique, comme l'allègement de l'immunité parlementaire ou le droit de réponse dans les médias, de faire passer de cent cinquante à cent le nombre de députés, et de libéraliser la presse audiovisuelle.
Au mois de janvier 2010, la formation fait savoir qu'elle a collecté les trois cent cinquante mille signatures requises et les transmet au président Ivan Gašparovič, en lui demandant de convoquer le scrutin en même temps que les élections législatives, le 12 juin. Lors de cette élection, SaS se classe directement à la troisième place des forces politiques avec 12,14 % des voix et 22 députés sur 150.

### Participation au gouvernement
Liberté et Solidarité entre alors dans une phase de négociation avec la SDKÚ-DS, le Mouvement chrétien-démocrate (KDH) et Most-Híd (MH). Un accord est conclu le 23 juin, SaS se voyant attribuer quatre ministères, à savoir le Travail, l'Économie, la Défense et la Culture, ainsi que la présidence du Conseil national, confiée à Richard Sulík. Six jours plus tard, le chef de l'État fait savoir que la demande de référendum est parfaitement régulière et que celui-ci sera convoqué le 18 septembre. Cependant, la participation n'atteint pas les 50 % et donc les résultats ne sont pas validés. Toutefois, certaines propositions sont incluses dans l'accord de coalition gouvernementale.
Au mois de février 2011, le député Igor Matovič, issu du parti conservateur « Les gens ordinaires » (OL) mais élu sur la liste de SaS, est exclu du groupe parlementaire pour avoir voté en faveur des restrictions à la double nationalité proposée par SMER – social-démocratie (Smer-SD).
Le 11 octobre 2011, les députés de SaS refusent de voter la participation de la Slovaquie au Fonds européen de stabilité financière, entraînant la chute du gouvernement d'Iveta Radičová. Des élections législatives anticipées sont alors convoquées pour le 10 mars 2012 et Sulík est démis de la présidence du Parlement. Lors du scrutin, le parti obtient seulement 5,6 % des voix et 10 députés, passant à la sixième place des forces politiques.

## Idéologie et programme
SaS défend une idéologie économiquement et socialement libérale.
Le parti propose ainsi une réduction de l'intervention, de la taille, de l'endettement de l'État et la déréglementation, tout en promouvant l'accroissement de la liberté économique, une plus grande efficacité dans la gestion des ressources publiques, le libre marché et la propriété privée. 
Socialement, il souhaite une société fondée sur la solidarité, la diversité et le respect des minorités, mettant l'accent sur l'éthique et en luttant contre le populisme, la corruption, et accroître la liberté et la responsabilité personnelles.
Bien qu'il ait un temps été membre de l'Alliance des démocrates et des libéraux pour l'Europe (ALDE), il est modérément eurosceptique dans la mesure où il défend une Union européenne plus transparente par l'élimination de certaines règles et sa dénonciation d'une bureaucratie excessive.
Le parti est favorable à la légalisation du mariage homosexuel et du cannabis.

## Résultats électoraux

### Élections législatives
| Année | Voix    | %    | Mandats  | Rang | Tête de liste | Gouvernement                                                                                      |
| ----- | ------- | ---- | -------- | ---- | ------------- | ------------------------------------------------------------------------------------------------- |
| 2010  | 307 287 | 12,4 | 22 / 150 | 3e   | Richard Sulík | Radičová                                                                                          |
| 2012  | 150 266 | 5,9  | 11 / 150 | 6e   | Richard Sulík | Dans l'opposition                                                                                 |
| 2016  | 315 558 | 12,1 | 21 / 150 | 2e   | Richard Sulík | Dans l'opposition                                                                                 |
| 2020  | 179 246 | 6,21 | 13 / 150 | 6e   | Richard Sulík | Matovič (2020-2021), Heger (2021-2022), opposition (2022-2023), soutien sans participation (2023) |
| 2023  | 187 645 | 6,32 | 11 / 150 | 6e   | Richard Sulík | Dans l'opposition                                                                                 |

### Élections européennes
| Année | Voix | Mandats | Rang | Groupe |
| ----- | ---- | ------- | ---- | ------ |
| 2009  | 4,71 | 0 / 13  | 7e   |        |
| 2014  | 6,66 | 1 / 13  | 6e   | ECR    |
| 2019  | 9,62 | 2 / 14  | 5e   | ECR    |
| 2024  | 4,92 | 0 / 15  | 6e   |        |

## Identité visuelle

Premier logo
Logo de 2023 à 2024
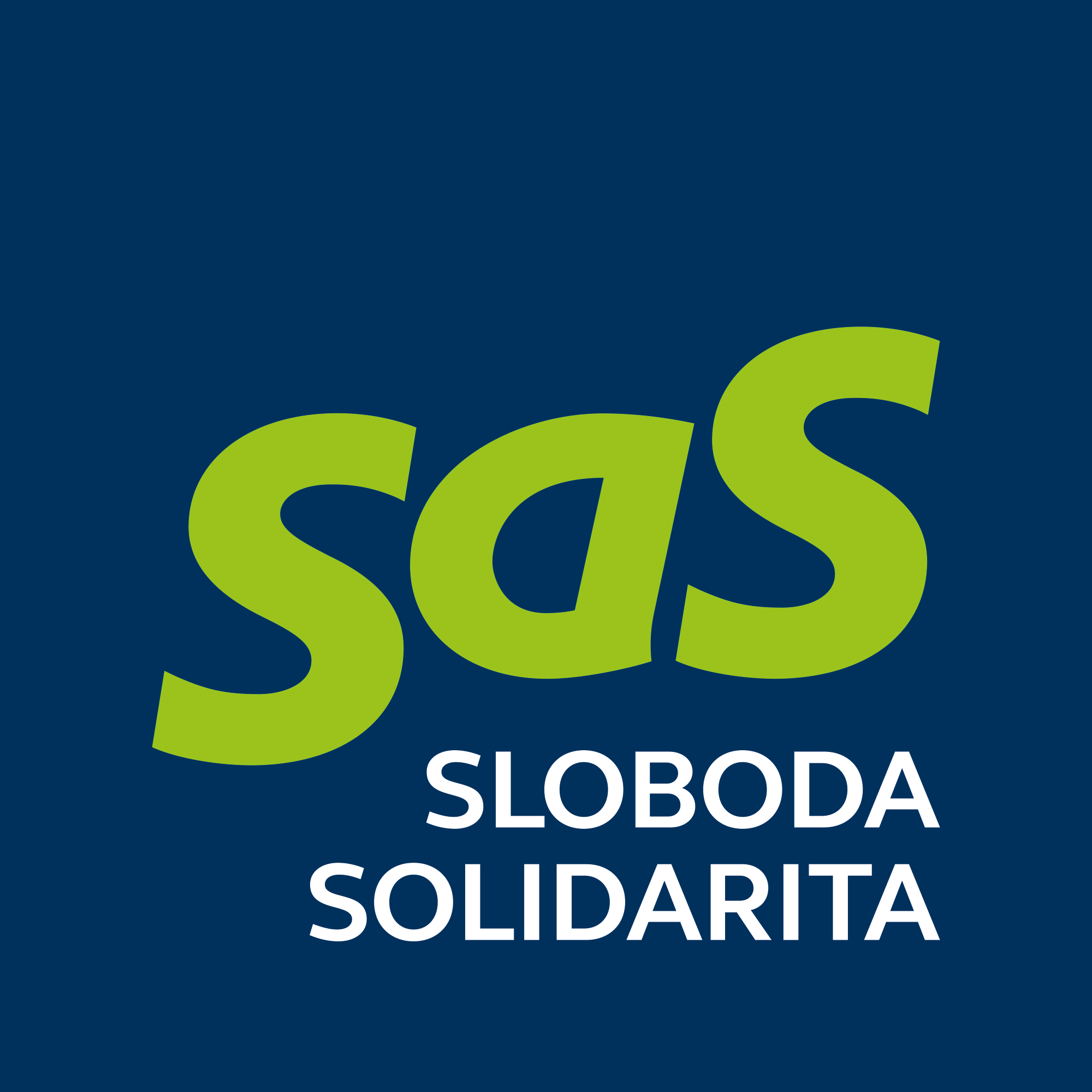
Logo depuis 2024.